# 蔡自力
蔡自力（1966年10月—），男，汉族，中华人民共和国政治人物，毕业于江西财经大学。现任国家税务总局党委委员、副局长，曾任国家税务总局收入规划核算司司长，国家税务总局总审计师。